# Бюссемакер, Йет
Мариетте (Йет) Бюссемакер (нидерл. Mariëtte (Jet) Bussemaker, 15 января 1961, Капелле-ан-ден-Эйссел, Южная Голландия) — нидерландский политик из Партии труда (PvdA). Министр образования, культуры и науки во втором правительстве Рютте с 5 ноября 2012 года.

## Биография
Йет Бюссемакер ходила в начальную и среднюю школу в Угстгесте. Впоследствии училась в Амстердамском университете, который окончила с отличием и получила степень магистра в области политических наук (по специальности "политическая теория"). В 1993 году получила докторскую степень в области политических и социально-культурных наук в том же университете. В 1993—1998 годах был преподавателем политологии в Амстердамском университете. В это время была членом партии Зеленые левые, но в 1995 году оставила её, и в 1997 году присоединилась к Партии труда.

## Политическая карьера
На выборах в парламент 1998 года Бюссемакер избрана в Палату представителей. Она специализировалась на политике в сфере занятости, здравоохранения и налогов. В 2000 году была инициатором предложения разрешить отказ работать в воскресенье. Это предложение стало законом в 2002 году. Она продолжала преподавать, теперь в Амстердамском свободном университете.
В мае 2008 года, Бюссемакер получила резкую критику со стороны депутатов и коллег-членов правительства после своего заявления на радио, что на выборах американского президента в 2008 году она поддерживает кандидатуру Барака Обамы и рассматривает возможность избрания его конкурента-республиканца Джона Маккейна как катастрофу. Она сделала это вопреки запрету членам правительства лично высказываться относительно внешней политики, введенному незадолго до того, после того как подобную симпатию к Бараку Обаме выразил министр финансов Воутер Бос.
В январе 2011 года было объявлено, что Бюссемакер войдет в правление Hogeschool Amsterdam (Амстердамской высшей школы, что включает в себя Международную бизнес-школу и Университет Йохана Кройфа) и Амстердамского университета (эти заведения имеют одно правление), и также станет деканом Hogeschool Amsterdam. В декабре 2011 года правление университетов было раскритиковано за попустительство или неспособность решить масштабное мошенничество, связанное с дипломами Hogeschool Amsterdam.